# Vieux Paris (structure)
Pour les articles homonymes, voir Vieux Paris.
Le Vieux Paris est un ensemble architectural reproduisant Paris au Moyen Âge construit et détruit dans le cadre de l’Exposition universelle de 1900 et situé à Paris, en France.

## Situation et accès
La structure était située le long de la rive droite de la Seine, entre le pont de l'Alma (à l’est) et la passerelle Debilly (à l’ouest), dans le 16e arrondissement de Paris. Plus largement, il se trouvait dans le département de la Seine, en région Île-de-France. Masquant la galerie des Machines et les usines de la force motrice, il domine tous les édifices environnants.

## Structure
Cet ensemble, qui s’étend sur 260 mètres de longueur, occupe un vaste espace de 6 000 mètres carrés, une partie étant sur la berge, une autre sur une large emprise élevée sur pilotis dans la Seine même. S’en disinguent trois groupes principaux :
- le quartier des Écoles, à l’entrée, près du pont de l’Alma, avec ses rues serpentant entre la porte Saint-Michel, la tour du Louvre et l’église Saint-Julien-des-Ménétriers[1] ;
- la partie centrale, après la place Saint-Julien, sur laquelle s’élève la Chambre des comptes du XVIe siècle, disparue dans l’incendie de 1737, où se trouve également parmi un ensemble de constructions (restes d’hôtels ou logis encadrant une vaste cour), le palais de justice et un théâtre-concert[1],[2] ;
- le troisième quartier, comprend un pont à maisons, le pont au Change, dominé par quelques bâtiments du Grand Châtelet, le Palais, avec sa grand’salle et l’escalier de la Sainte-Chapelle, un coin de la rue de la foire Saint-Laurent, et enfin une rampe dominant la tour de l’archevêché et diverses autres constructions[2].